# Endogeniczne racjonowanie kredytu
Endogeniczne racjonowanie kredytu – działanie podejmowane przez banki w obliczu ryzyka niewypłacalności kredytobiorcy oraz asymetrii informacji, niezależne od czynników zewnętrznych, takich jak restrykcyjna polityka pieniężna. Kiedy bank stanie wobec nadmiernego popytu na kredyt, zareaguje nie podniesieniem stóp procentowych, lecz udzielaniem kredytu tylko niektórym klientom. Podniesienie stóp mogłoby mieć niekorzystny wpływ na rentowność banku, ponieważ:
- prowadzi ono do negatywnej selekcji klientów o wyższym poziomie ryzyka,
- zachęca niektórych klientów do podejmowania bardziej ryzykownych projektów („pokusa nadużycia”).